# شهرستان یونیون (نیومکزیکو)
شهرستان یونیون، نیومکزیکو یکی از شهرستان‌های ایالت نیومکزیکو است. این شهرستان از سمت شمال با ایالت کلورادو و از شرق با دو ایالت تگزاس و اوکلاهما مرزهای مشترک دارد. بر طبق سرشماری سال ۲۰۱۰، جمعیت این شهرستان برابر بود با ۴.۵۴۹ نفر و همچنین مساحت آن ۹.۹۲۰ کیلومتر مربع برآورد شده است.
مرکز شهرستان یونیون، شهر کلیتن است.

## پیوند
- وب‌گاه رسمی